# Blanche Amblard
Blanche Amblard (Ville-d'Avray, 9 september 1896 – 25 augustus 1974, La Celle-Saint-Cloud) is een tennisspeelster uit Frankrijk.
Blanche Amblard was de tweelingzus van tennisspeelster Suzanne Amblard. In 1913 en 1914 wonnen ze samen het dubbelspeltoernooi van Roland Garros. In 1914 stonden ze ook in de finale van de World Hard Court Championships (internationaal gravelkampioenschap in Parijs).